# Le Voyage de Moïse en Égypte
Le Voyage de Moïse en Égypte (en italien : Viaggio di Mosè in Egitto) est une fresque du Pérugin et ses assistants, une œuvre à thème biblique, datant de 1482 environ, faisant partie de la décoration du registre médian de la chapelle Sixtine au Vatican.

## Histoire
En 1480, Le Pérugin décorait à fresque une chapelle pour le compte du pape Sixte IV dans l'antique basilique vaticane, obtenant un tel succès qu'il obtint aussitôt la nouvelle commande pour la décoration de la nouvelle chapelle papale, appelée Sixtine par la suite en honneur du pape.
Dans cette entreprise il a été aidé par une équipe de peintres florentins, envoyés spécialement par Laurent de Médicis.
Le Pérugin avec les nombreux assistants (parmi lesquels le jeune Pinturicchio) que la réalisation d'une telle œuvre nécessitait, a peint au moins six scènes, dont trois subsistent aujourd'hui.
La participation du Pinturicchio se limite traditionnellement à l'exécution d'un groupe de protagonistes, mais des études récentes ont considérablement réduit son intervention. La solidité de l'implantation volumétrique de telles figures est peu compatible avec les séries de Madones de sa jeunesse, mais aussi avec ses fresques successives. Ces figures doivent probablement être attribuées à Andrea d'Assisi (« L'Ingegno »), à Rocco Zoppo et peut-être avec plus de réserves au Lo Spagna et à Bartolomeo della Gatta, autres collaborateurs du Pérugin mentionnés par Giorgio Vasari.

## Thème
Le thème de l'œuvre est celui de l'iconographie chrétienne de l'Ancien Testament qui commence avec  Le Voyage de Moïse en Égypte, où sont représentés ici sur un seul panneau les adieux à son beau-père Jethro et la circoncision de son deuxième fils Éliézer.
Il y est présent le parallèle  précis entre les cérémonies de la circoncision et du baptême, respectivement dans le monde hébraïque et chrétien, sous-entendant aussi une dimension spirituelle plus profonde chez le second, car le baptême, comme écrit par saint Augustin et d'autres pères de l'Église, était une sorte de « circoncision spirituelle » pour les enfants.

## Description

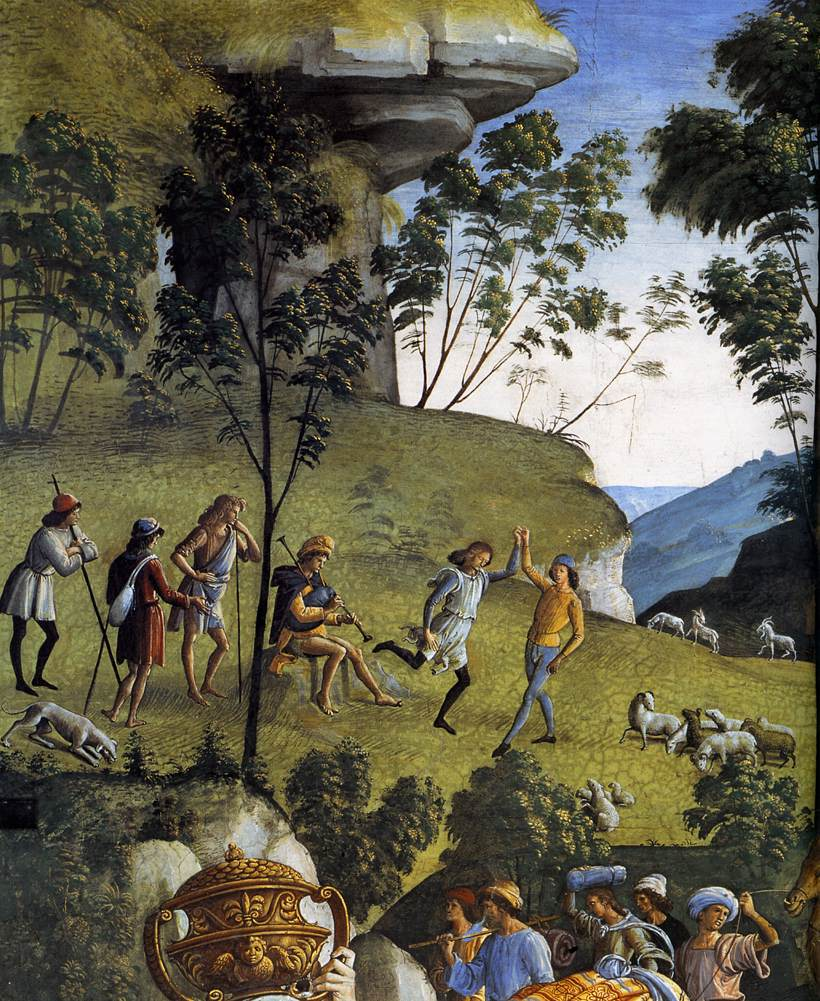
Détail.

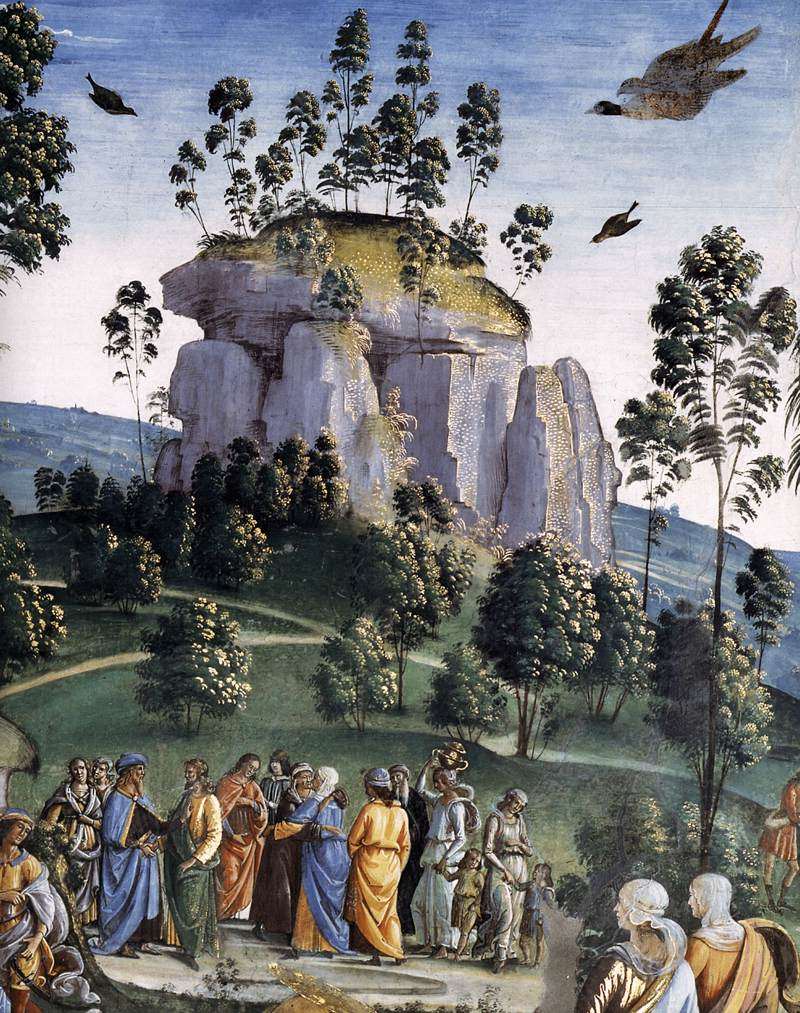
Détail.

La scène du Voyage de Moïse en Égypte, regardant vers l'autel, est la première sur la paroi à droite de celui-ci et est située en parallèle du Le Baptême du Christ sur le côté opposé.
La scène du premier plan montre le départ de Moïse, vêtu de jaune et vert, pour l'Égypte après l'exil dans la terre Madian.
Au centre, un ange l'arrête, lui demandant de circoncire son second fils Éliézer, cette scène est représentée à droite, comme signe physique de l'Alliance conclue par Dieu avec la souche d'Abraham ; la mère Séphora s'occupe de la cérémonie.
La composition fait appel aux principes d'équilibre et de symétrie avec les deux groupes au premier plan qui font pivot sur l'ange au centre et l'éperon rocheux qui s'élève au-dessus de lui. Sur cet axe, au second plan une autre scène représente Moïse et son épouse prenant congé de Jethro.
Sur les côtés s'étend un doux paysage constitué de douces collines, pointillé de frêles arbrisseaux, parmi lesquels un palmier, symbole du sacrifice chrétien, se perdant dans le lointain dans un ciel clair, selon les règles de la perspective atmosphérique, éclairé par des éclairements dorés.
Le ciel est peuplé d'oiseaux, parmi lesquels deux s'accouplent en volant, faisant allusion au cycle de la Nature qui se renouvelle. Ce climat bucolique est aussi présent au second plan sur la gauche où un groupe de bergers danse, faisant allusion au fait que Moïse était devenu berger au service de Jethro. Les figures des femmes vêtues d'habits voletants, portant sur leurs têtes des vases et autres objets sont une représentation d'un motif typiquement florentin, utilisé par exemple aussi bien par Sandro Botticelli que par Domenico Ghirlandaio.

## Analyse
Le thème de la décoration constituait un parallèle entre l'histoire de Moïse et de Jésus Christ mettant en évidence la continuité entre l'Ancien et le Nouveau Testament ainsi que la transmission de la loi divine des tables de la loi au message évangélique de Jésus-Christ qui finit par choisir saint Pierre comme successeur, légitimant de fait le pouvoir et la légitimité de ses successeurs, c'est-à-dire les papes.
Les peintres, qui sont intervenus dans les fresques de la chapelle Sixtine, ont utilisé des conventions représentatives communes afin d'accomplir un travail homogène : usage d'une échelle dimensionnelle, d'une structure rythmique et d'une représentation paysagiste.
À côté d'une unique gamme chromatique, ils utilisèrent des finitions en or de telle façon que les peintures exposées aux lumières des torches et des chandelles puissent étinceler.
Le paysage, qui se perd doucement dans le lointain et pointillé d'arbrisseaux qui devint un des éléments les plus caractéristiques de l'école ombrienne, est typique du Pérugin.

## Sources
- (it) Cet article est partiellement ou en totalité issu de l’article de Wikipédia en italien intitulé « Viaggio di Mosè in Egitto » (voir la liste des auteurs).